# Challenger La Manche 2017
Il Challenger La Manche 2017 è stato un torneo maschile tennis professionistico. È stata la 29ª edizione del torneo, facente parte della categoria Challenger 80 nell'ambito dell'ATP Challenger Tour 2017, con un montepremi di 43 000 €. Si è giocato dal 13 al 19 febbraio 2017 sui campi in cemento indoor del Complexe Sportif Chantereyne di Cherbourg, in Francia.

## Partecipanti

### Teste di serie
| Nazionalità   | Giocatore         | Ranking* | Testa di serie |
| ------------- | ----------------- | -------- | -------------- |
| Francia       | Jérémy Chardy     | 68       | 1              |
| Ucraina       | Illya Marchenko   | 91       | 2              |
| Francia       | Julien Benneteau  | 128      | 3              |
| Slovacchia    | Norbert Gombos    | 133      | 4              |
| Corea del Sud | Lee Duck-hee      | 136      | 5              |
| Germania      | Peter Gojowczyk   | 146      | 6              |
| Italia        | Luca Vanni        | 148      | 7              |
| Bielorussia   | Uladzimir Ignatik | 149      | 4              |

- Ranking al 6 febbraio 2017.

### Altri partecipanti
I seguenti giocatori hanno ricevuto una wild card per il tabellone principale:
- Geoffrey Blancaneaux
- Maxime Janvier
- Axel Michon
- Alexandre Sidorenko

Il seguente giocatore è entrato in tabellone come special exempt:
- Edward Corrie

I seguenti giocatori sono passati dalle qualificazioni:
- Filip Krajinović
- Daniel Masur
- Corentin Moutet
- Hugo Nys

## Punti e montepremi
| Torneo    | Torneo              | V     | F     | SF    | QF    | 2T  | 1T  | Q | Q2 | Q1 |
| Singolare | Punti               | 80    | 48    | 29    | 15    | 6   | 0   | 3 | 0  | 0  |
| Singolare | Premi in denaro (€) | 6 190 | 3 650 | 2 160 | 1 260 | 730 | 450 | – | 0  | 0  |
| Doppio    | Punti               | 80    | 48    | 29    | 15    | –   | 0   | – | –  | –  |
| Doppio    | Premi in denaro (€) | 2 670 | 1 550 | 930   | 550   | –   | 310 | – | –  | –  |

## Campioni

### Singolare
Mathias Bourgue ha sconfitto in finale  Maximilian Marterer con il punteggio di 6–3, 7–6(3).

### Doppio
Roman Jebavý /  Igor Zelenay hanno sconfitto in finale  Dino Marcan /  Tristan-Samuel Weissborn con il punteggio di 7–6(4), 6(4)–7, [10–6].